# Viktor Frankl
Viktor Emil Frankl (26. března 1905 Vídeň – 2. září 1997 Vídeň) byl rakouský neurolog a psychiatr, zakladatel existenciální analýzy a logoterapie.

## Mládí
Viktor Frankl se narodil ve Vídni v židovské rodině krátce poté, co se jeho rodiče do Vídně přistěhovali z Pohořelic u Brna. Jeho otec, Gabriel Frankl, byl státní úředník a narodil se v Pohořelicích. 
Vystudoval medicínu na Vídeňské univerzitě, během studia se specializoval na neurologii a psychiatrii. Od nadšení ze Sigmunda Freuda a jeho redukce člověka na bytost ovlivňovanou více či méně skrytými sexuálními impulzy „přešel“ ke škole Freudova oponenta Alfreda Adlera, ovšem ani s jeho výkladem člověka nebyl spokojen dlouho. Když začal po skončení studia pracovat jako psychiatr ve Vídni a pomáhal budovat síť poraden po celém Rakousku zachváceném krizí, začal přicházet k názoru, že terapii je třeba vést do hlubších a duchovnějších sfér, má-li být běžnému člověku se všemi jeho starostmi užitečná.
Tvrdil, že přestal poslouchat své učitele a naučil se naslouchat svým pacientům a učit se od nich. Pracoval také v poradně pro mládež, kde se mj. zabýval problémem sebevražd při vydávání vysvědčení.
Roku 1937 si založil soukromou praxi, specializovanou na neurologii a psychiatrii.

## 2. světová válka, koncentrační tábory
V roce 1938, když Rakousko obsadili Němci, musel kvůli židovskému původu přestat léčit „árijské“ pacienty. Ačkoli mohl mladý Frankl uprchnout do zahraničí, zůstal kvůli svým blízkým, kteří povolení vycestovat nedostali.
V roce 1940 začal pracovat v Rothschild Hospital, kde vedl neurologické oddělení. Šlo o jedinou nemocnici ve Vídni, ve které tehdy byli ještě přijímání i Židé. Jeho lékařské diagnózy v několika případech zachránily nemocné před eutanazií podle nacistického programu.
V prosinci 1941 se oženil s Tilly Grosser. V roce 1942 byl odeslán do koncentračního tábora. V průběhu války byl vězněn v Terezíně, Osvětimi a Türkheimu. Za pobytu v koncentračních táborech se mu začaly rýsovat hlavní myšlenky logoterapie. Organizoval tajná setkání a přesvědčoval spoluvězně, že budou-li mít pro co žít, přežijí. On sám myslíval na svou odbornou práci a promýšlel rukopis své knihy.

## Život po osvobození
Když se vrátil z koncentračních táborů, zjistil, že nejbližší členové jeho rodiny válku nepřežili. Jeho otec zemřel v Terezíně, jeho matka a bratr v Osvětimi, jeho žena zahynula v táboře Bergen-Belsen. Holokaust tak z jeho nejbližších přežila jen jeho sestra, která se zachránila emigrací do Austrálie.
Ještě v roce 1945 sepsal knihu A přesto říci životu ano.
O rok později začal vést neurologickou kliniku ve Vídni, kde pracoval až do roku 1971.
V roce 1947 si vzal svou druhou ženu, Eleonoru Katharinu Schwindt. Byla to katolička, a tak manželé chodili jak do kostela, tak do synagogy, a slavili jak Vánoce, tak chanuku. Měli spolu dceru Gabrielu, která se stala dětskou psycholožkou.
V roce 1955 získal titul profesora neurologie a psychiatrie na vídeňské univerzitě. Založil také Rakouskou lékařskou společnost pro psychoterapii. V roce 1961 se stal hostujícím profesorem na Harvardově univerzitě, ale přednášel a vedl semináře na řadě dalších univerzit po celém světě. Obdržel 29 čestných doktorátů.
Publikoval 39 knih, které byly přeloženy do 40 jazyků. Jeho američtí příznivci koncem 70. let založili v Berkeley Logoterapeutický institut (Viktor Frankl Institute of Logotherapy).
Zemřel na srdeční selhání ve věku 92 let.

## Dát životu smysl
Viktor Frankl vystihl lidskost člověka, jeho logoterapie vidí v člověku bytost hledající smysl a reaguje na volání po smyslu, které dnes nezaslechnuto zanikne. Jsou tři možnosti, jak dát životu smysl:
- vykonáním činu – smysluplné lidské dílo je zacíleno za hranice vlastního já; nevyžaduje přitom hrdinské činy – každý čin vykonaný s ohledem na druhé se stává sebepřesahujícím, lidským a smysluplným
- prožitím zážitku, který obohacuje a povznáší, přičemž nejvyšší hodnotou je láska
- utrpením, které je součástí každého života[1]. I v beznadějné situaci (např. neoperativní karcinom), z níž není úniku, vidí za jistých okolností smysl.[8]

Franklovi je dále připisován termín nedělní neuróza. Jde o formu úzkosti, která je výsledkem vědomí životní prázdnoty po skončení pracovního týdne. Demonstruje se pocitem nespokojenosti, který pramení z existenčního vakua a absence smyslu, a ústí do stavu nudy, apatie a prázdnoty. Člověk je v tomto stavu cynický, postrádá směr a pochybuje o smyslu většiny svých životních aktivit.
Frankl je duchovním otcem myšlenky, podle níž by socha Svobody na východním pobřeží Spojených států měla být doplněna sochou Zodpovědnosti na pobřeží západním
:
| „                  | Svoboda nicméně není posledním slovem. Svoboda je jen částí příběhu a polovinou pravdy. Je pouze negativním aspektem celého fenoménu, jehož pozitivním aspektem je odpovědnost. Svoboda je ve skutečnosti ohrožena tím, že zdegeneruje do pouhé libovůle, pokud není prožívána zodpovědně. A proto doporučuji, aby socha Svobody na východním pobřeží byla doplněna sochou Zodpovědnosti na pobřeží západním. | “ |
| — Viktor E. Frankl | |   |

## Dílo
- Vůle ke smyslu: Vybrané přednášky o logoterapii, Portál 2023,  ISBN 978-80-262-2090-9
- Teorie a terapie neuróz, Grada 1999, ISBN 80-7169-779-6 a Portál 2019, ISBN 978-80-262-1478-6
- Utrpení z nesmyslnosti života, Portál 2016, ISBN 978-80-262-1038-2
- Psychoterapie a náboženství, Cesta 2007, ISBN 80-7295-088-6
- Vůle ke smyslu, Cesta 2006, ISBN 80-7295-084-3
- Lékařská péče o duši, Cesta 2006, ISBN 80-7295-085-1
- A přesto říci životu ano, Karmelitánské nakladatelství 2006, ISBN 80-7192-848-8
- Psychoterapie pro laiky, Cesta 1998, ISBN 80-85319-80-2
- Co v mých knihách není, Cesta 1997, ISBN 80-85319-66-7
- Člověk hledá smysl, Psychoanalytické nakladatelství 1994, ISBN 80-901601-4-X
- Prožitek hor a zkušenost smyslu, Cesta (nakladatelství), ISBN 978-80-7295-185-7
- Bůh a člověk hledající smysl, Cesta (nakladatelství), ISBN 978-80-7295-137-6